# エド・サリヴァン・ショー
『エド・サリヴァン・ショー』（英語: The Ed Sullivan Show）は、アメリカ・CBSで放送されていたバラエティ番組である。エド・サリヴァン（Ed Sullivan, 1901年9月28日 - 1974年10月13日) がホスト役を務めていた。放送期間は1948年6月20日 - 1971年6月6日、当時の放送時間は日曜20時から21時（EST）まで。日本語では「エド・サリバン・ショー」とも称される。

## 概要

### 放送開始

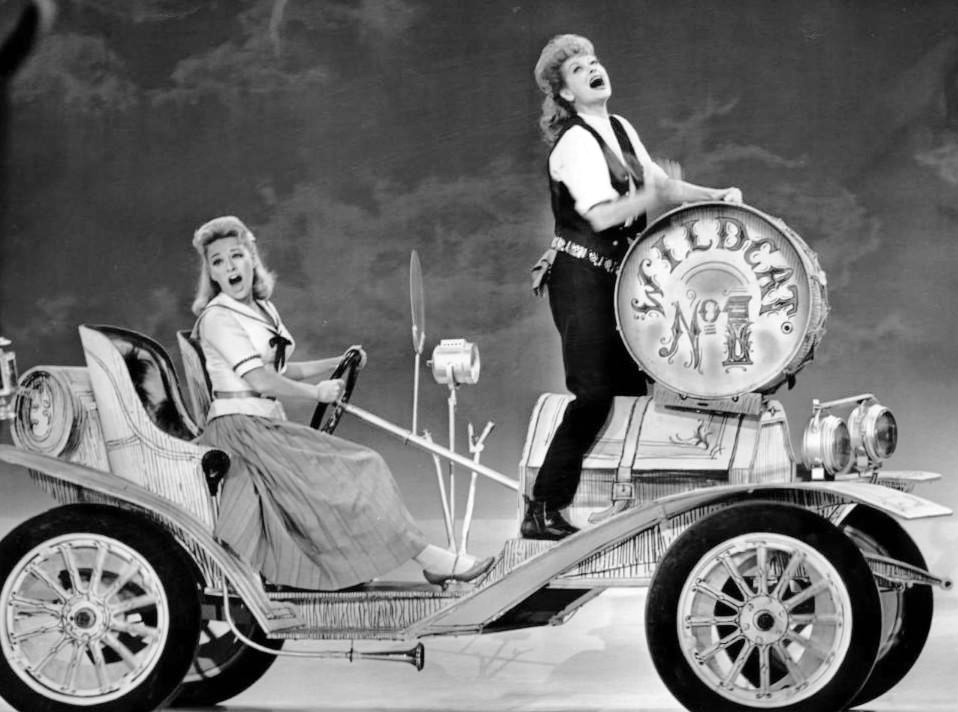
ルシール・ボールとポーラ・スチュワート（1961年）

アメリカ合衆国におけるテレビ黎明期の1948年6月20日に放送が開始された。番組発足当時の名は『Toast of the Town』（トースト・オブ・ザ・タウン）で、直訳すると「町の人気者」となる。1955年9月に番組は『Ed Sullivan Show』（エド・サリヴァン・ショー）と改称した。

### 番組内容
番組内容は、出演者との対談と芸の披露であった。出演したゲストは、コメディアン、バレエダンサー、曲芸師、クラシック演奏家、オペラ、ポピュラー音楽のシンガー、後にはロックミュージシャンなど、ジャンルや人種を超えて多肢に亘った。

### 出演者
アメリカを中心に活躍し、それぞれの分野で人気のあった人物を主として取り上げていたため、1956年9月9日にエルヴィス・プレスリーが登場して以来、番組にはロック・ミュージシャンも数多く出演した。
また公民権法施行前で人種差別が合法であったにもかかわらず、人種差別を嫌うサリヴァンの意向によりキャブ・キャロウェイやナット・キング・コール、ハリー・ベラフォンテやダイアナ・ロス、ジェームス・ブラウンやスプリームスなどのアフリカ系アメリカ人のミュージシャン、日本人などの非白人系外国人のアーティストも多く招かれた。
1960年代に至ってはビーチ・ボーイズやジャニス・ジョプリン、スライ・アンド・ザ・ファミリー・ストーンやドアーズなど、それまでには考えられなかった方向性のミュージシャンやアーティストも多数出演することとなった。1969年にはマイケル・ジャクソンらジャクソン5が出演している。
また、1964年2月9日から3週間連続で出演したビートルズ以降、アメリカ進出を果たしたイギリス出身のロックミュージシャンの出演も増えた。その後もアニマルズやローリング・ストーンズ等も出演を果たすことになる。
なおサリヴァンは、老若男女を問わない幅広い視聴者層へ配慮するため、当時のアメリカの典型的保守層の価値観を番組に持ち込んだ。従ってプレスリーの登場時の服装やカメラの位置、ドアーズやローリング・ストーンズの登場時の歌詞の変更など、現代では滑稽と思えるような様々な逸話を提供することになった。

### 放送終了
ベトナム戦争を経てアメリカ社会全体の価値観が変化しつつあった1960年代後半になると、この様な保守的な番組構成は旧時代化して『エド・サリヴァン・ショー』の視聴率は20位にも届かなくなっていた。
このため、CBSの上層部は1971年6月6日をもって番組を終了した。サリヴァンはこれに激怒し、1973年に『エド・サリヴァン・ショー』25周年記念番組ほかの特番に出演するまでCBSと絶縁した。

## 逸話

### 強い影響力

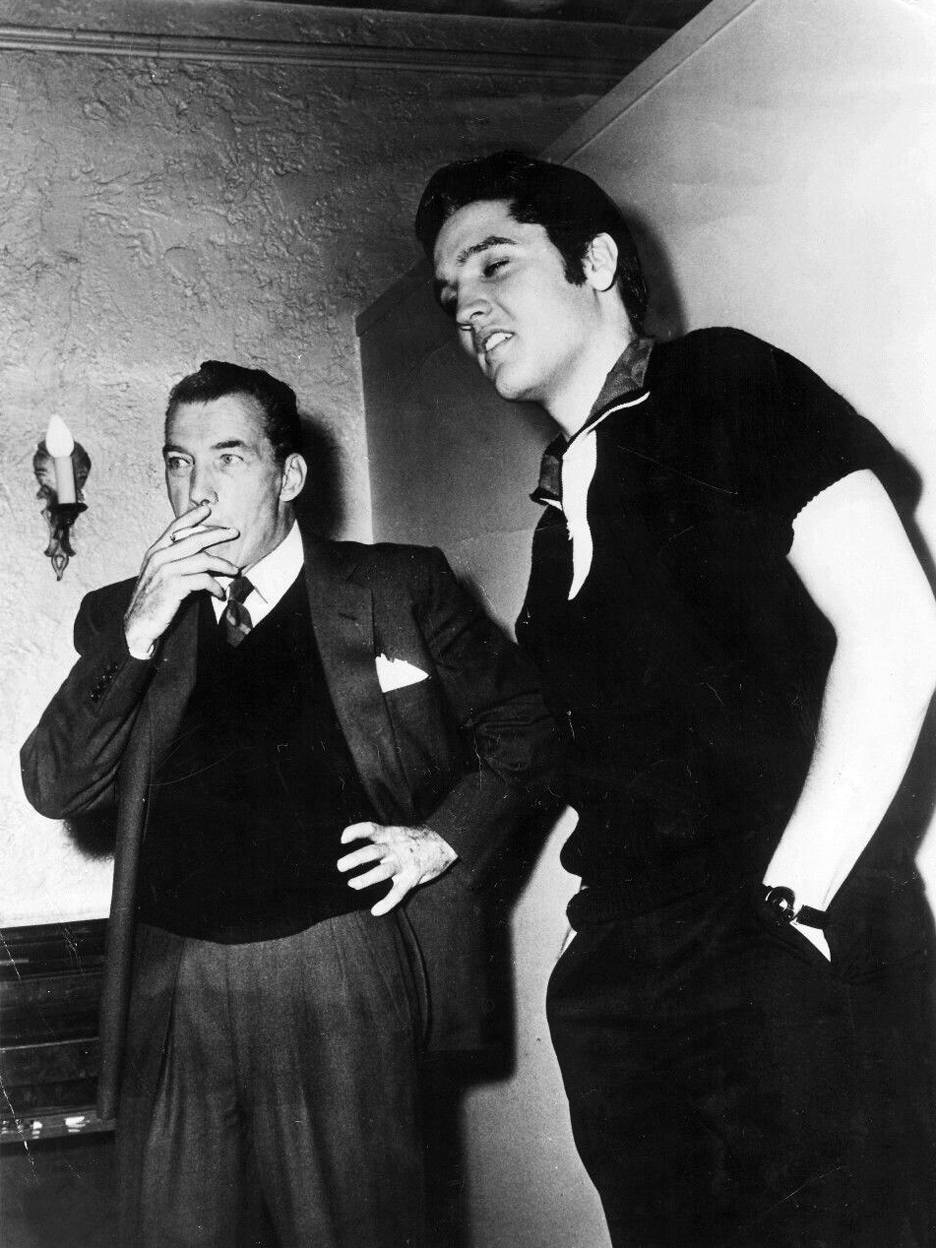
エド・サリヴァンとエルヴィス・プレスリー

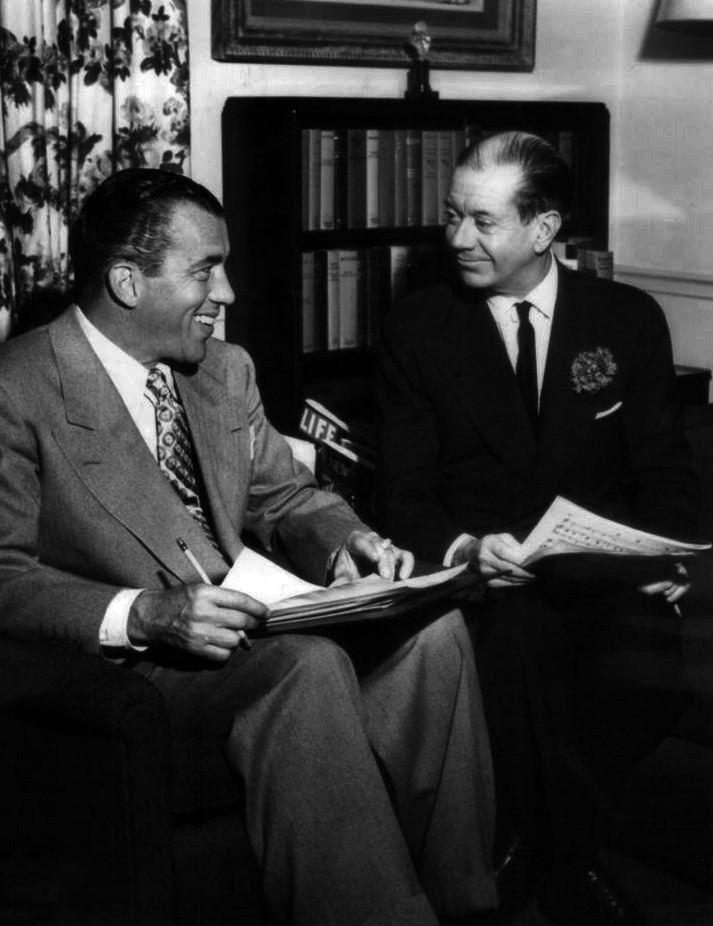
コール・ポーターとサリヴァン（1952年）

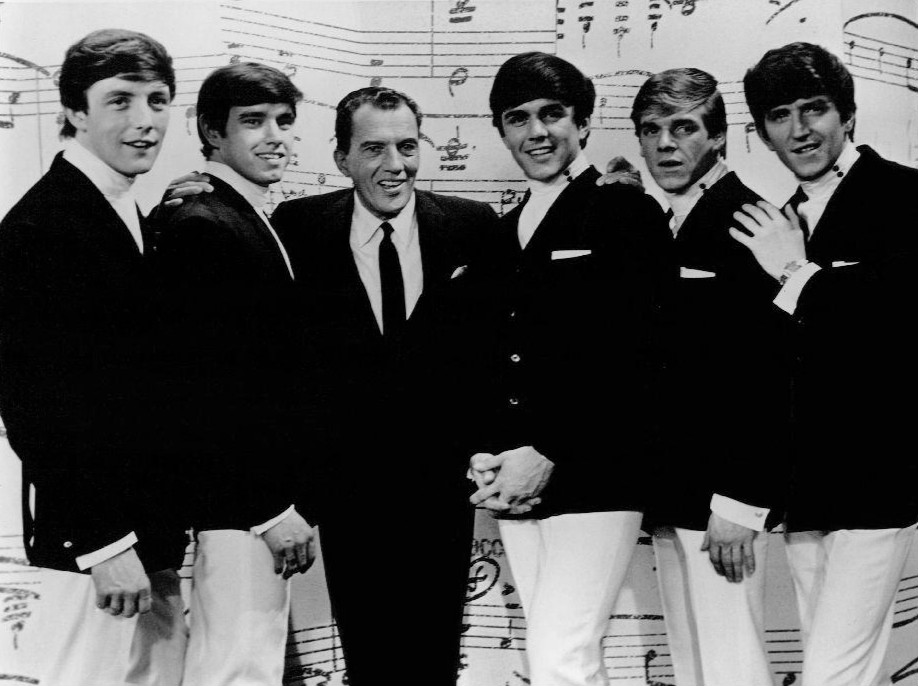
デイブ・クラーク・ファイブとエド・サリヴァン（1964年）

「この番組を見逃せば日常の中での会話に支障をきたす」と言われるほどに、1950年代から1970年代にかけての文化を強く支えた番組であった。またかつて報道にも従事し、カトリックの信仰を持つ保守派として知られたサリヴァンは人種差別を嫌悪し、人種や国籍、性別を問わず様々な出演者を公平に扱った。

### エルヴィス・プレスリー
エルヴィス・プレスリーの出演には、収録寸前まで反対していた。しかし、その真摯な態度を見たサリヴァンはプレスリーを「立派な若者です」と称賛し、実際に再度の出演も実現している（1956年9月9日、10月28日、1957年1月6日の通算3度出演）。また、プレスリーの最初の出演時には82.6%もの視聴率を記録している。3度目の出演時にはプレスリーの腰を振る仕草に苦情がついたために、本番では延々と上半身だけの撮影を要求し、プレスリー自身の顰蹙を買ったという逸話も残っている。

### ボブ・ディラン
1963年5月12日に出演予定であったボブ・ディランは、同番組で初めての全米中継を控えていた。放送当日の午後に予行が行われたが、予定していた「ジョン・バーチ・ソサエティ・ブルース」は「赤狩り」に関連づけられた曲（反共団体「ジョン・バーチ・ソサエティ」を揶揄した曲）であったため、CBSは曲の変更を要求した。しかしディランはその検閲行為に激怒し、スタジオから退出してしまった。

### ビートルズ

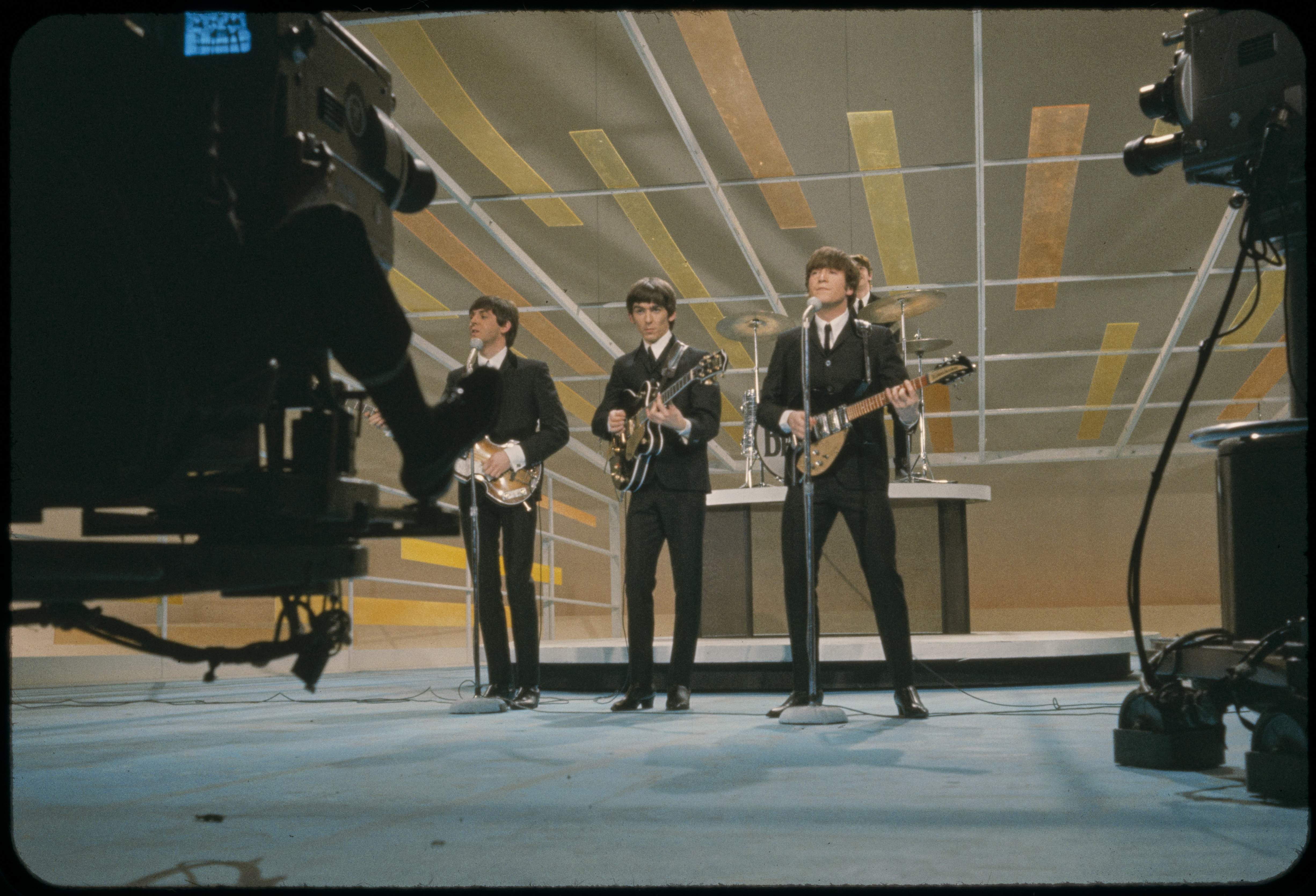
番組出演で演奏するビートルズ（1964年）

ビートルズは1964年2月9日から3週連続出演（1、3週目は録画放送、2週目のみ生放送）し、1965年9月12日には『ヘルプ!』の宣伝を兼ねて出演した。その後も、1965年から1970年にかけてプロモーション・フィルムを提供する形で数多く出演した。また、サリヴァンは1965年8月15日に行われたビートルズのシェイ・スタジアム公演で司会を担当したこともあった。なお、彼らの最初の出演時には、当時のアメリカ全人口の60%とも言える約7300万人がその放送を観た。視聴率は72パーセント。その間の青少年犯罪は0件であったという。

### ローリング・ストーンズ
ローリング・ストーンズは、ビートルズ出演に遅れること約8か月後に登場した。最初の演奏が終わると、サリヴァンは「もう金輪際、この連中をこのテレビには出しません」と述べたが、視聴者の人気に屈したサリヴァンは彼らをその後5度出演させた。1967年2月には、演奏曲「Let's Spend The Night Together」（邦題「夜をぶっとばせ」）の「The Night」が性行為を連想させるため、サリヴァンは歌詞を「Some Time」に変えるよう要求してバンドにおける口論の原因を作った。

### ドアーズ
1967年にドアーズが出演したとき、「Light My Fire」（邦題「ハートに火をつけて」）の歌詞の一節 "Girl, we couldn't get much higher" が薬物を暗示していて不穏当であるとの理由から、サリヴァンは "Girl, we couldn't get much better" と変更するよう要求したが、ジム・モリソンが生放送中にサリヴァンたちを出し抜いて本来の歌詞を歌ったため、サリヴァンたちは激怒して二度とドアーズを出演させなかった。

### スポンサー
サリヴァンは人種差別には毅然たる態度をとり、1950年代後半には有色人種を多く出演させることに拒否反応を見せた番組スポンサーの自動車会社「リンカーン」（特に南部の販売店のオーナー）と対立。まもなく同社が番組スポンサーを降りるも、堂々とした態度でこれを受け止め多くの視聴者から喝采を受けた。

## 日本人出演者
日本人としては、1960年代から雪村いづみ、ザ・ピーナッツ、ジャニーズ（飯野おさみ、あおい輝彦、中谷良、真家ひろみらの4名とバックバンドのハイソサエティー）、ジャッキー吉川とブルーコメッツらが出演したほか、当時小学生だったシンガーソングライター山本達彦も東京少年合唱隊の一員として出演している。その他のジャンルとしては舞踏家兼振付師・朱里みさを（世界的に活躍した歌手・朱里エイコの母親であり、後の宝塚歌劇団の講師と振付師となった人物）、1966年に特撮監督の円谷英二、1970年に当時オフ・ブロードウェイ進出中だった東京キッドブラザースが出演した。
ジャッキー吉川とブルーコメッツのメンバーは日本での本放送終了後に渡米して出演しているが、後にNHKが行った再放送によって日本での放送が行われた。また、ジャニーズは帰国後すぐに解散してしまったために日本での放送はされていない。
ザ・ピーナッツの同番組の出演は、その後の日本人歌手の海外での活動の基礎となったことでその功績が大きく評価されている。出演時は通訳を介さずサリヴァンと会話した。

## スポンサー
- フォード・モーター - 1950年代においてアメリカ本国でのスポンサーとなっており、リンカーンやマーキュリーなどの同社製品のCMがDVDにて確認できる。
- ユニリーバ - 1960年代においてアメリカ本国でのスポンサーとなっており、当時のCMをDVDにて確認することができる。
- ケント (たばこ) - 1960年代においてアメリカ本国でCMを出稿していたが、後に発売されたDVDではカットされている。

## 日本での放送
日本では、1965年2月から日本テレビで半年間だけ放送されていた。放送時間は毎週日曜 21:30 - 22:00 （日本標準時）。また、当時アメリカの統治下にあった沖縄本島でも、沖縄テレビを通じて放送されていた。歴史的遺産ということもあり、後にNHKとテレビ朝日が独自構成で放送している。

## 現在
現在はアメリカのソファエンタテインメント社が権利を所有しており、日本国内では衛星放送などで試聴可能である。また、各種編集版DVDや、ビートルズがスタジオ出演した4回の放送分、およびエルヴィス・プレスリーがスタジオ出演した3回の放送分を、現在の倫理規定に触れる部分のごくわずかな編集をしたのみで当時の放送フォーマットをCM内容まで再現した「完全版」DVDがリリースされている。
後にユニバーサル ミュージック エンタープライズ（UMe）とエド・サリヴァン・ショーの著作権を保持するSOFAエンターテイメントがデジタル著作権契約を締結し、2020年6月12日より3年程度の計画で全てのパフォーマンス映像が公式YouTubeチャンネルで順次公開されている。